# Problematicismo
Il problematicismo è la posizione filosofica di quelle dottrine che rifiutano la possibilità per l'uomo di raggiungere un sapere assoluto di tipo metafisico o la convinzione dogmatica di attingere verità o principi metastorici ed eterni.
In questo senso nel problematicismo possiamo far confluire il pragmatismo, lo strumentalismo, lo storicismo ecc.

## Sapere di non sapere
Al contrario di dottrine, come lo scetticismo e il nihilismo, che giungono a conclusioni disperate di poter raggiungere un qualunque sapere certo per l'uomo, il problematicismo, che pure condivide con quelle la convinzione che non vi siano verità immutabili, tuttavia, rifacendosi in un certo senso alla formula socratica del sapere di non sapere, mantiene  un atteggiamento critico aperto nei confronti di una verità che si presume mai conclusiva e definitiva, ma che non bisogna mai cessare di cercare con la propria ragione.
Esemplari in questo senso sono le dottrine filosofiche di Kant e Nicolai Hartmann che pur rigettando la metafisica che pretenda di presentarsi come scienza tuttavia, nonostante il carattere problematico ed aporetico di questa, la ritengono degna di studio e ricerca per le questioni di carattere generale che essa filosoficamente suscita e che  da essa nascono.

## Il problematicismo nella filosofia italiana del '900

### Ugo Spirito

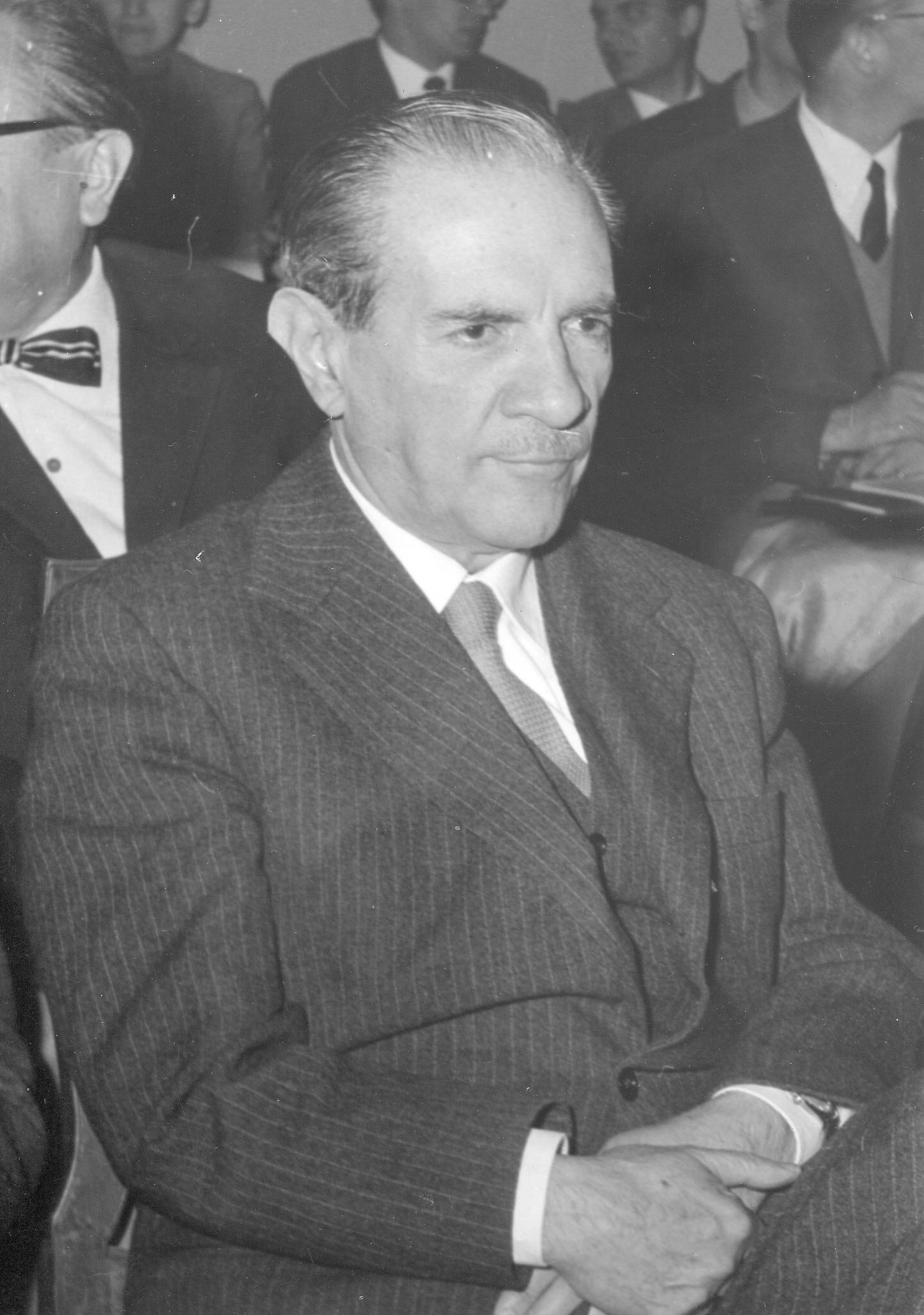
Ugo Spirito nel 1967.

Nella sua opera Il problematicismo (1948), Ugo Spirito dà una definizione compiuta del problematicismo identificandolo innanzitutto con quel senso di insoddisfazione e scontento che coglie il filosofo al termine di una riflessione da cui si origini una ricerca «con l'occhio rivolto unicamente alla verità cui si anela, senza subordinare la ricerca a nessun presunto valore, a nessuna autorità, a nessuna pressione del senso comune e della forza della tradizione» (ibid. p. 61).
Il problematicismo tuttavia segna la constatazione di una crisi totale del sapere pur con la speranza di approdare a una verità non illusoria. Anzi lo stesso riconoscimento della problematicità del sapere può essere considerato come un'acquisizione di verità e di certezza. So con certezza di non sapere.
Questa affermazione porterà Spirito a modificare in parte la sua dottrina passando dal problematicismo a quello che  egli chiama onnicentrismo (cfr. Ugo Spirito, Dal problematicismo all'onnicentrismo, in "Giornale critico della filosofia italiana", 1959, anno XXXVIII, pp. 56-75).

#### L'onnicentrismo
Il problematicista infatti pur dichiarando il suo non sapere definitivo mette in opera nonostante tutto le sue decisioni e le sue scelte. Nonostante la negazione iniziale di ogni criterio o principio assoluto, la vita stessa ci porta continuamente a delle affermazioni. Riproponendo la riflessione cartesiana, Spirito afferma che pur dubitando di tutti e di tutto lo stesso criterio del dubitare diviene paradossalmente un principio di sapere assoluto.
La filosofia non più come sistema, come ha dimostrato il fallimento dell'attualismo gentiliano, ma come aspirazione alla filosofia lontana da ogni affermazione conclusiva ma che nello stesso tempo, rifiutando ogni scetticismo relativistico, riconosca l'aspirazione umana alla ricerca dell'assoluto.

### Antonio Banfi

Antonio Banfi

Secondo Banfi tutta l'esperienza è problematica e quindi nell'impossibilità di conseguire principi certi e definitivi per i nostri comportamenti occorre organizzarci in una serie di sistemi aperti e progressivi in cui far confluire i nostri atti sempre disponibili a confrontare e modificare i progetti e i valori umani in base a ciò che l'esperienza ci offre nella sua mutevolezza e ricchezza. Come ha insegnato Marx il pensiero nasce dalla realtà, la teoria dalla prassi, dall'esperienza sempre diversa della vita, ed è dunque nostro compito filosofico e morale, prescindendo da ogni pretesa metafisica, adeguare i nostri atteggiamenti all'esperienza.